# Bemowo
Bemowo är ett distrikt i Warszawa, beläget i den västra delen av staden. Området täcker det så kallade västra bältet av det tidigare distriktet Wola, som inräknades i Warszawa år 1951. Namnet på distriktet kommer från general Józef Bem.